# کوشامو، شیلی
کوشامو، شیلی (به اسپانیایی: Cochamó) یک سکونتگاه مسکونی در شیلی است که در Llanquihue Province واقع شده‌است.

## خصوصیات
کوشامو ۳٬۹۱۰٫۸ کیلومترمربع مساحت و ۳٬۹۰۸ نفر جمعیت دارد و ۷ متر بالاتر از سطح دریا واقع شده‌است.